# Bakiga
Pleme Bakiga tudi Kiga je etnična skupina zahodne Ugande in severne Ruanda, večinoma živeče na območju okrožja Kabale. Govorijo bantu jezik imenovan rukiga. Včasih jih imenujejo tudi Čiga ali Kiga, medtem ko se v ednini uporablja Mukiga (pripadnik plemena). 
Po zadnjem štetju v Ugandi živi 1,7 milijona Bakig (izgovorjava: bačig).

## Izvor
Ljudstvo Kiga naj bi izviralo iz Ruande. To je omenjeno v eni izmed njihovih ljudskih pesmi - Abakiga twena tukaruga Rwanda, omu Byumba na Ruhenjere - (Vsi mi Bakige, prišli smo iz Ruande, iz Byumbe in Ruhenjere). Byumba in Ruhengeri (Ruhenjere v ljudski pesmi) sta mesti v današnji Ruandi. Verjame se, da so Bakige potomci Kašiga, ki so ga ljudje kasneje imenovali Kakiga. Bil naj bi sin Mbogoja iz starodavnega kraljestva Bumbogo v Ruandi. Priselil se je v današnjo jugozahodno Ugando in ustanovil sedanjo skupnost Bakiga iz Kigyezija ali Kigezija.
Pred letom 1700 našega štetja naj bi Ruando zasedlo ljudstvo Batwa, ki so se mu kasneje pridružili Hutujci in nazadnje Tutsiji. Ruanda je bila takrat sestavljena iz številnih majhnih držav in poglavarjev, ki so bili združeni pod enim vladarjem, imenovanim Mwami. Bil je znan tudi kot Omukama. Med Bakigami se je vladajoča oseba zato imenovala Mukama, kar je enakovredno Mwami v drugih delih Ruande.
V preteklosti je bil Mukama naziv za poglavarja. Kasneje so ljudje sprejeli Mukama kot ime za svoje otroke (prosto prevedeno kot 'vodja' ali 'vladajoči mož'). To so bili sinovi iz družin vladajočega klana Bamuhutu. Vsaka oseba, ki nosi ime Mukama, mora biti Bamuhutu, posebej Mungura/Mwitira, ali pripadati kraljevemu klanu Bamuhutu. V današnjem času, po širjenju krščanstva, se ime uporablja kot eno od božjih imen. Zaradi tega ljudje zdaj namesto tega uporabljajo izpeljanke imena. npr. Byamukama, Kyomukama, Womukama, Kamukama in Bainomukama.

## Tradicionalno življenje
Tradicionalno so bili pripadniki plemena Bakiga del visoko razcepljene družbe, ki je v Kabale prišla iz sedanje Ruande. Verjeli so v Ruhango, Stvarnika vseh stvari. Imeli so tudi več kultov, med katerimi je najpomembnejši Nyabingi – duh spoštovane klicalke dežja. 
Bakige so bili poljedelci, ki so pridelovali predvsem sorghum, grah, milet in fižol. Svojo prehrano so dopolnili z bučami, sladkim krompirjem, mesom in več drugimi vrstami zelenjave. Vedno so pripravljali obilje hrane. Bonton je namreč veleval, naj se obiskovalec pridruži družini pri jedi brez posebnega povabila. 
Bakige so varili pivo omuramba iz sorguma; to pivo je bilo lahko hrana, če so ga zaužili pred vrenjem, ali pa alkoholna pijača. Ljudje so posedli na nizke lesene stolčke okrog lonca s pivom in ga srkali skozi dolge cevke. 
Nekateri Bakige so bili izvrstni kovači, ki so izdelovali motike, nože in sulice. Tudi lončarstvo in mizarstvo sta bili visoko razviti obrti. Gojili so še čebele in izdelovali med. Žene so bile zadolžene za obdelovanje polj, medtem ko so moški krčili čistine v divjini in gradili okrogle koče s streho iz papirusa. Skoraj vse aktivnosti so Bakige izvajali skupinsko. 
Moški so bili oblečeni v eno kravjo kožo ali v dve, če so bili premožni. Koža je visela preko rame in pokrivala intimne predele telesa. Za boj ali ples je moški svoje oblačilo dopolnil s pasom; za krčenje čistin pa je oblačila popolnoma odložil. Ženske so uporabljale krila, sešita iz več kož, oblačilo iz kože pa je pokrivalo tudi zgornji del telesa. 
Devištvo je bilo med Bakigami zelo pomembno. Če je neomoženo dekle zanosilo, so ga vaščani odpeljali v gozd, privezali za drevo in jo tam pustili na milost in nemilost divjih živali. To ni bila edina možna kazen: lahko so jo porinili preko skalnega prepada, npr. preko slapov Kisizija. V okolici jezera Bunyonyi pa so dekleta »odvrgli« na poseben otok brez možnosti preživetja. 
Pred poroko je moral bodoči ženin plačati ceno za nevesto - ne z denarjem, pač pa s kravami, kozami in motikami. Če je imel moški dovolj živali in orodja in veliko posestvo, je lahko dobil toliko žena, kot jih je želel: poligamija je bila običajna. Žene pa običajno niso prihajale iz istega klana – poroka je bila namreč ena redkih stvari, ki je lahko povezala visoko razcepljeno družbo Bakig. Dekle je pred poroko približno mesec dni preživelo v osami, kjer so jo dobro hranili in jo poučili o vodenju gospodinjstva. 
Ločitev je bila običajna v primerih, ko sta bila ali mož ali žena neplodna, lena ali če sta imela druge slabe lastnosti in razvade. Ločenci so se lahko ponovno poročili, vendar je bilo plačilo za nevesto pri drugem poskusu manjše kot pri prvem. Z nesporazumi, ki bi lahko pripeljali do ločitve, so se najprej ukvarjali staroste klana - razreševanje sporov je bila namreč njihova glavna naloga. Za to pomembno delo so pripadniki klana izvolili poglavarja določene klanske linije in sicer na podlagi karakterja (resnicoljubnost, pogum, vodja v bojih) in moči (premožen človek, vrač ali duhovnik). Različni linijski poglavarji so se običajno zbirali, da bi razpravljali pomembnih vprašanjih, ki bi lahko vplivala na življenje celotnega klana. Problemi, ki jih linijski poglavarji niso uspeli razrešiti, so lahko pripeljali do bojev med različnimi skupinami. Bakige so bili po naravi bojevniki.

## Sodobno življenje
Ko so Britanci leta 1908 prispeli v Kabale, so tam našli kmete in lovce, ki so v obupnih razmerah živeli brez kakršnekoli središčne avtoritete. Ta slika je bila posledica desetletij nepretrganega bojevanja, ropov in plenjenja z vseh strani, nedavnih epidemij, lakot in vdorov kobilic. Evropejci so klanom Bakig vsilili krovni koncept plemena, čeprav za to niso imeli nobene resnične osnove. Skupine na nobeni ravni niso bile združene, govorile pa so dialektično različico jezika Runyankore.  
Izraz Bakiga bi lahko prevedli kot »Hribovci«. V začetku so ga uporabljali le tujci, skozi leta pa je postal tudi del zavesti lokalnih ljudi. Občasne nasilne upore Bakig proti tuji nadvladi so običajno spodbujali in organizirali verski kulti, zato se je britanska administracija trudila zatreti celotno tradicionalno religijo.  
Domačini so na začetku verjeli, da bo spreobrnjenec v krščanstvo izgubil sposobnost logičnega mišljenja in postal idiot. Krščanstvo so enačili s kolonializmom in ker so zavrnili slednje, so čutili, da morajo zavrniti tudi prvo – ali da morajo sprejeti oboje, če so sprejeli eno. Prelomno je bilo leto 1929, ko so bila tistim Bakigam, ki so se odločili vplivati na sistem od znotraj, dodeljena vodilna mesta v vladi – tako se je pričelo obdobje samouprave pod nadzorom Evropejcev. 
40 let potem, ko si je Uganda zagotovila neodvisnost, je evropejske vplive opaziti povsod. Bakige so vneti kristjani (muslimanov je le malo), močna je delitev na katolike in protestante. Pripadnost religiji lahko določa možnosti bodoče zaposlitve in religiozne preference močno vplivajo na izide lokalnih volitev. 
Vsi ljudje sanjajo o zahodnjaški domači hiši, uvoženi predmeti so deležni občudovanja in domačini se oblačijo v evropska oblačila. Način oblačenja je med Bakigami, kot tudi drugje po Ugandi, zelo pomemben. Za vsakega, ki si to lahko privošči, je lep videz ("to look smart") prioriteta. Najbolj ekstremen primer tega hrepenenja po neafriškosti so ženske in dekleta, ki si belijo kožo, da bi bile manj črne. Pohvale v smislu »izgleda/oblači se/je kot belec« so zelo pogoste. 
Ljudje zanemarjajo kompleksne tradicionalne poročne običaje, če si le lahko privoščijo poroko v zahodnjaškem stilu. Sposodijo si obleke, priskrbijo si glasbeno opremo in agregat - vse kar je možno, da bodo le lahko do podrobnosti oponašali tuje navade. 
Na sestankih območnih svetov strogo uporabljajo angleščino, čeprav so vsi prisotni Bakige. Starši, ki znajo angleško, včasih ta jezik pričnejo govoriti tudi z otroki. Tisti, ki uporabljajo angleško, naj bi bili izobraženi in uspešni. 
Festo Karwemera, spoštovani starosta iz Kabal, komentira: »Sprejem zahodne kulture je posledica kompleksa inferiornosti, ki izvira iz dejstva, da so bili Britanci tisti, ki so v Ugando prinesli civilizacijo, zato mislimo, da je vse, kar počnejo, absolutno najboljše. Njihov način življenja je čist in privlačen in zato pozitiven, kajti nihče se ne potrudi, da bi raziskal, kako bi lahko uspešno posodobili našo lastno kulturo.«

## Afriška kultura pod površjem
Afriška kultura pa ni popolnoma izbrisana. Pod površjem lahko najdemo marsikaj zanimivega. Ne glede na to, kako goreč je kristjan, tradicionalna prepričanja vsaj deloma ostanejo v njegovi podzavesti. Če je živahni ples Bakig včasih veljal za satanističnega, sedaj ponovno postaja priljuben. Najljubša hrana Bakig ostaja ista skozi stoletja: fižol, grah, krompir, posho, banane. Vplivi Evrope in Indije so bili na tem področju zanemarljivi. Jesti z rokami je še vedno najbolj običajno.